# Арабеска (турецкая музыка)
Арабеска (тур. Arabesk; c фр. Arabesque — «арабский стиль») — направление в восточной музыке, обозначенное турецкими музыковедами для арабского стиля музыки, созданного в Турции. Это направление было особенно популярно в Турции в течение десятилетий с 1960-х по 1990-е годы.
Как и сама арабская музыка, эстетика арабески развивалась на протяжении десятилетий. Хотя мелодии и ритмы имеют преимущественно византийское и арабское влияние, она также черпает идеи из балканской и ближневосточной музыки, включая музыку саза и османские формы восточной музыки. Арабески звучат в основном в минорной тональности, как правило, в фригийском стиле, и темы, как правило, сосредоточены на тоске, меланхолии, раздорах и любовных проблемах.

## История
В 1938 году арабские песни были запрещены в Турции, но из-за популярности «Каирского радио», которое крутило арабскую музыку на территории Турции, запрет постепенно был снят. В Турции арабесковая форма пения была впервые раскрыта в 1940-х годах Хайдаром Татлыяем и несколькими другими певцами. В 1960-х годах арабеску развили такие певцы как Аднан Шенсес, Орхан Акдениз, Ахмет Сезгин, Абдуллах Юдже и Хафыз Бурхан Сесйылмаз, использовали музыку лейбла Raks, взятую у арабов для турецких песен. Основоположником жанра в целом считается Орхан Генджебай, начавший смешивать его с англо-американским рок-н-роллом. Другие известные певцы арабески — Мюслюм Гюрсес, Ферди Тайфур и Хаккы Булут. Одним из самых коммерчески успешных в направлении является Ибрахим Татлысес, который побил все рекорды продаж в Турции в 1978 году и продолжает выпускать популярную музыку по сей день. Альбом «Acıların Kadını» (с тур. — «Страдалица») певицы Берген был самым продаваемым в Турции в 1986 году и является классических альбомов жанра. У Берген было ещё несколько популярных альбомов арабески в 1980-х гг. Среди других певцов — İsmail YK, Эбру Гюндеш, Седа Саян, Сибель Джан. Певцы Муаззез Эрсой и Бюлент Эрсой называют себя современными исполнителями османской классической музыки. Зеррин Озер также выпускала альбомы арабески с 1982 по 1988 год, в том числе альбом под названием «Mutluluklar Dilerim» (с тур. — «Желаю счастья»), выпущенный в 1984 году. Одним из важных представителей жанра арабески также был Азер Бюльбюль. Общая тема в песнях арабески — сильно приукрашенное и мучительное изображение любви и тоски, а также безответной любви, горя и боли. Эта тема имела оттенок классовых различий в начале 1960—1970-х годов, в течение которых большинство последователей жанра — в основном рабочий класс и низший средний класс — отождествляли себя с ними. Турецкий композитор Фазыл Сай неоднократно осуждал и критиковал арабеску, называя увлечение жанром «равносильным измене».

## Описание
Арабеска не является арабской музыкой; это жанр турецкой музыки, вдохновлённый арабскими мелодиями и традициями. Арабская музыка не была принята в Турции из-за больших различий в классической арабской музыке и классической турецкой музыке, но затем мелодии арабской музыки оказали влияние на формирование турецкой эстрадной и народной музыки. Кроме того, этот музыкальный стиль хорошо использовал язык, на котором говорит сельская часть турецкого общества, создающая народную литературу, основанную на суфизме.
Основой арабески является вокал, в меньшей степени она является исключительно инструментальной. Мужчины доминировали в этом жанре в первые годы его существования, но на пике популярности жанра на сцене преобладали женщины. Одновременно с наплывом женского вокала звук становился всё более танцевальным и весёлым.